# Ализаде, Мамед Мубариз
Мамед Мубариз Ализаде (азерб. Məmməd Mübariz Əlizadə; 23 декабря 1911, Тебриз — 9 апреля 1994, Баку) — азербайджанский востоковед, переводчик, доктор филологических наук, профессор, заслуженный деятель науки.

## Биография
Родился 23 декабря 1911 года в иранском селении Хамене в семье кузнеца. Первое образование получил в медресе «Марифат» в родном городе. В 8-летнем возрасте был награжден премией, учреждённой шейхом Мохаммадом Хиябани лучшему ученику.
Рано потеряв мать, в 11 лет начал самостоятельную жизнь и устроился на работу к купцу.
В молодости присоединившийся к освободительному движению в Иране, в 1928 году переправился через реку Араз и прибыл в Нахичывань. В 1932 году поступил на политический факультет Закавказского коммунистического университета в Тифлисе, чтобы осуществить свою давнюю мечту об образовании. Окончив его, и приехав в Баку учился в аспирантуре Азербайджанского педагогического института и одновременно преподавал в этом институте.
В 1947 году защитил кандидатскую диссертацию на тему «Великий поэт-гуманист Низами Гянджеви». В 1969 году защитил докторскую диссертацию на тему «Развитие демократических идей в персидской литературе XIX—XX веков». 
Доктор филологических наук. Профессор.
Во время Великой Отечественной войны организовал в Государственном радиокомитете отдел зарубежного радиовещания и стал первым редактором этого отдела.
С 1944 года до конца жизни работал в Азербайджанском государственном университете. С 1962 по 1964 год был деканом факультета востоковедения данного университета. Позже долгое время заведовал кафедрой литературы и истории народов Ближнего и Среднего Востока этого факультета.
Умер от сердечной недостаточности 9 апреля 1994 года.

## Научная деятельность
Будучи глубоким знатоком восточной литературы, особенно иранской, оказал беспрецедентные услуги в обучении нескольких поколений иранских ученых в Азербайджане.
Был не только выдающимся исследователем персоязычной литературы Азербайджана, но и известным её опытным переводчиком. Около 30 лет своей жизни переводил на азербайджанский язык 60-тысячную Шахнаме. А также переводил на персидский язык стихи азербайджанских поэтов Самеда Вургуна, Мамеда Рагима, Сулеймана Рустама, Гусейна Арифа и других.
В научных исследованиях Мамеда Ализаде особое место занимает творчество гениального азербайджанского поэта Низами Гянджеви. Научные выводы, сделанные ученым в этой области, нашли полное отражение в очерке «Низами Гянджеви», вошедшем в первый том «Истории азербайджанской литературы» (Баку, 1960). В то же время он является автором филологического перевода поэмы Низами «Лейли и Меджнун» на азербайджанский язык.
Подготовил программу по персидской литературе.
Перевёл «Юсуф и Зулейха» Абдуррахма́на ибн Ахма́да Джами́.
Внёс значительный вклад в изучение и перевод наследия великого азербайджанского драматурга и философа Мирзы Фатали Ахундова. Он полностью перевел философский трактат Ахундова «Письма Кемалуддову» с персидского на азербайджанский язык и издал его отдельной книгой.
Известного иранского поэта Абулгасима Лахути и Мамеда Ализаде связывала искренняя дружба. В результате этой дружбы появилась монография учёного «Абулгасим Лахути: творчество и борьба».
В конце жизни по просьбе посольства Ирана в Баку М. Ализаде перевёл на азербайджанский язык стихи аятоллы Рухоллы Хомейни, основателя Исламской Республики Иран. Позднее этот перевод был издан в виде книги под названием «Кибла любви» (Баку, 1999).
Награждён многими орденами и медалями, удостоен почётного звания заслуженного деятеля науки.

## Личная жизнь
Дочь, старший преподаватель кафедры филологии Ирана Бакинского государственного университета Нушаба Ализаде.